# Stabsveterinär
Der Stabsveterinär ist einer der Dienstgrade der Bundeswehr. Diese sind Sanitätsoffiziere mit einer Approbation als Tierarzt. Der Dienstgrad wird durch den Bundespräsidenten mit der Anordnung des Bundespräsidenten über die Dienstgradbezeichnungen und die Uniform der Soldaten auf Grundlage des Soldatengesetzes verliehen.

## Dienststellungen
Stabsveterinäre werden in einer Sanitätseinrichtung der Bundeswehr (z. B. im Veterinärtrupp des Einsatz- und Ausbildungszentrums für Tragtierwesen 230, der Diensthundeklinik oder in einer der Überwachungsstellen für öffentlich-rechtliche Aufgaben) als „Kommandoveterinär“ in den Bereichen Tierschutz, Tierseuchenbekämpfung, Tierhaltung und zur tiermedizinischen Betreuung der bundeswehreigenen Diensthunde, Maultiere und Haflinger eingesetzt. Als „Institutsveterinär“ z. B. in der Sanitätsakademie und angegliederten Instituten wie dem Institut für Mikrobiologie der Bundeswehr oder in einem der Zentralen Institute des Sanitätsdienstes erfolgt der Einsatz in den Fachgebieten Histologie, Lebensmitteltechnologie, Mikrobiologie u.w.

## Ernennung
Für die Ernennung zum Stabsveterinär oder die Einstellung mit diesem Dienstgrad gelten dieselben gesetzlichen Grundlagen und Anforderungen beispielsweise hinsichtlich Mindestdienstzeit, Laufbahnzugehörigkeit und Dienstverhältnis wie bei Stabsärzten. Statt einer Approbation als Arzt oder Zahnarzt ist die Approbation als Tierarzt Voraussetzung. Wie andere Sanitätsoffizieranwärter beenden angehende Veterinäre in der Regel im Dienstgrad Leutnant ihr Tiermedizinstudium an einer zivilen Universität und werden mit der Approbation zum Stabsveterinär befördert.

## Dienstgradabzeichen

Aufschiebe-
schlaufen für Feldanzug

Das Dienstgradabzeichen für Stabsveterinäre entspricht im Wesentlichen dem für Stabsärzte. Zur Unterscheidung der Stabsveterinäre dient ein Laufbahnabzeichen in Form eines abgewandelten Äskulapstabes. Die Schlange windet sich im Laufbahnabzeichen für Tierärzte in doppelter Windung (um einen nicht dargestellten Stab).

## Geschichte
Der Dienstgrad wurde mit der sechsten Anordnung des Bundespräsidenten über die Dienstgradbezeichnungen und die Uniform der Soldaten vom 5. Mai 1966 neu geschaffen.

## Sonstiges
Hinsichtlich Befehlsbefugnis in truppendienstlicher und fachlicher Hinsicht im Sinne der Vorgesetztenverordnung und Wehrdisziplinarordnung, hinsichtlich äquivalenter, nach- und übergeordneter Dienstgrade im Sinne der ZDv 14/5 und hinsichtlich der Besoldung sind im Übrigen Stabsveterinäre dem Stabsarzt gleichgestellt. In der nach der Soldatenlaufbahnverordnung und ZDv 20/7 regelmäßig zu durchlaufenden Beförderungsreihenfolge ist der vorangehende Dienstgrad der Leutnant und der nachfolgende Dienstgrad der Oberstabsveterinär. Dienstgrade für Veterinäre führen ausschließlich Heeresuniformträger.
| Offizierdienstgrad |                                                                   |                                     |
| Niedrigerer Dienstgrad |                                                                   | Höherer Dienstgrad                  |
| Oberleutnant Oberleutnant zur See                                                                                               | Hauptmann Kapitänleutnant Stabsarzt Stabsapotheker Stabsveterinär | Stabshauptmann Stabskapitänleutnant |
| Dienstgradgruppe: Mannschaften – Unteroffiziere o.P. – Unteroffiziere m.P. – Leutnante – Hauptleute – Stabsoffiziere – Generale |                                                                   |                                     |